# 吳禎
吴禎（1328年—1379年），初名國寶，朱元璋赐名禎，安徽定远人，江國襄烈公吴良弟，明朝初年军事将领，靖海侯。

## 生平
吴禎曾与其兄吳良跟随朱元璋攻破滁州、和州，渡江攻破採石、集慶，在鎮江、廣德、常州、宣城、江陰皆立下战功。又跟从常遇春攻下池州，升任天興翼副元帥。后帮助吴良驻守江阴，攻破张士诚水寨、活捉朱定，授英武衛親軍指揮使。后跟从徐达进攻湖州，围困平江。此后跟从汤和征讨方國珍，攻占福州。
洪武元年（1368年），吴祯进兵攻破延平，擒陈友定，自此扫平福建一带沿海的敌人。正好海盗劫兰秀山，剿平之。不久，任吴王左相兼佥大都督府事。洪武二年，与冯胜驻庆阳。洪武三年讨平沂州答山贼，被任命为靖海将军，练军海上。当年冬天封靖海侯，食禄1500石，予世券。仇成戍辽阳，吴祯负责统率数万水军，由山东登州提供军资。吴祯的管理工作十分出色，虽然海道险远，但负责的地域从不缺乏军资，并收复了辽东。后来由于被牵连，贬为定辽卫指挥使，后又召还。洪武七年（1376年），海上有倭寇警报，于是吴祯再次担任总兵官，率江阴四卫的海军捕倭；至琉球大洋，俘获倭寇。由此时常往来海上，在他任职期间，海上完全没有倭寇。
洪武十一年（1378年），奉诏出征辽东，因病回南京。次年去世，追封海国公，谥襄毅。與吴良的肖像一同列于功臣廟。洪武二十三年（1390年），因胡惟庸案，吴祯被指认为胡惟庸同党，次子吴忠削爵。
吴祯墓与兄吴良墓、子吴忠墓相邻，俱在“钟山之阴”，今江苏省南京市锁金村街道境内。吴祯墓、吴良墓因在“钟山之阴”，以及两人明初功臣身份，被视为明孝陵陪葬墓，做为明孝陵的附属列为全国重点文物保护单位和世界文物遗产。

## 家庭
吴祯有五子，吴坚、吴忠、吴端、吴洪。长子吴坚为妾室陶氏所生。次子吴忠为原配李氏所生。因为嫡子，故继承靖海侯。洪武二十三年（1390年），由于胡惟庸案被牵连削爵:574。
吴祯有一女为朱元璋子湘王朱柏王妃。